# Marcel Renault
Pour les articles homonymes, voir Renault (homonymie).
Marcel Renault (Boulogne-Billancourt, 14 mai 1872 - Payré, 26 mai 1903), est un industriel et coureur automobile français, cohéritier d'un important commerce de textile et cofondateur de l'empire industriel automobile Renault avec ses frères Louis et Fernand. Il est mort à 31 ans, des suites d'un accident, survenu lors de la course Paris-Madrid de 1903.

## Biographie

### Enfance
Il naît en 1872 à Paris dans une famille bourgeoise parisienne de cinq enfants (deux sœurs et deux frères). Son père, Alfred Renault, a construit une solide fortune dans le commerce de tissus et de boutons, et sa mère Louise est fille de commerçants aisés.
Son frère Louis Renault est un génie de la mécanique. Pionnier de l'automobile, il met au point en 1898 une voiturette dans l'atelier familial de Boulogne-Billancourt.

### Fondation de Renault Frères
En 1899, alors qu'il gère la firme de textile paternelle « Renault Fils, tissus en gros » avec son frère Fernand, ils fondent la société Renault Frères au 10 avenue du Cours à Boulogne-Billancourt en apportant la moitié d'un capital de 60 000 francs-or avec Fernand. Tous deux emploient 60 employés pour lancer la voiture conçue par Louis, sans véritablement y croire. Louis n'est pas associé, mais un simple salarié mis à l'épreuve. Marcel se charge de l'administratif, Fernand de la commercialisation, et Louis se consacre complètement à la conception et la construction des voitures. À la fin de la première année, 76 voiturettes sont produites et vendues.

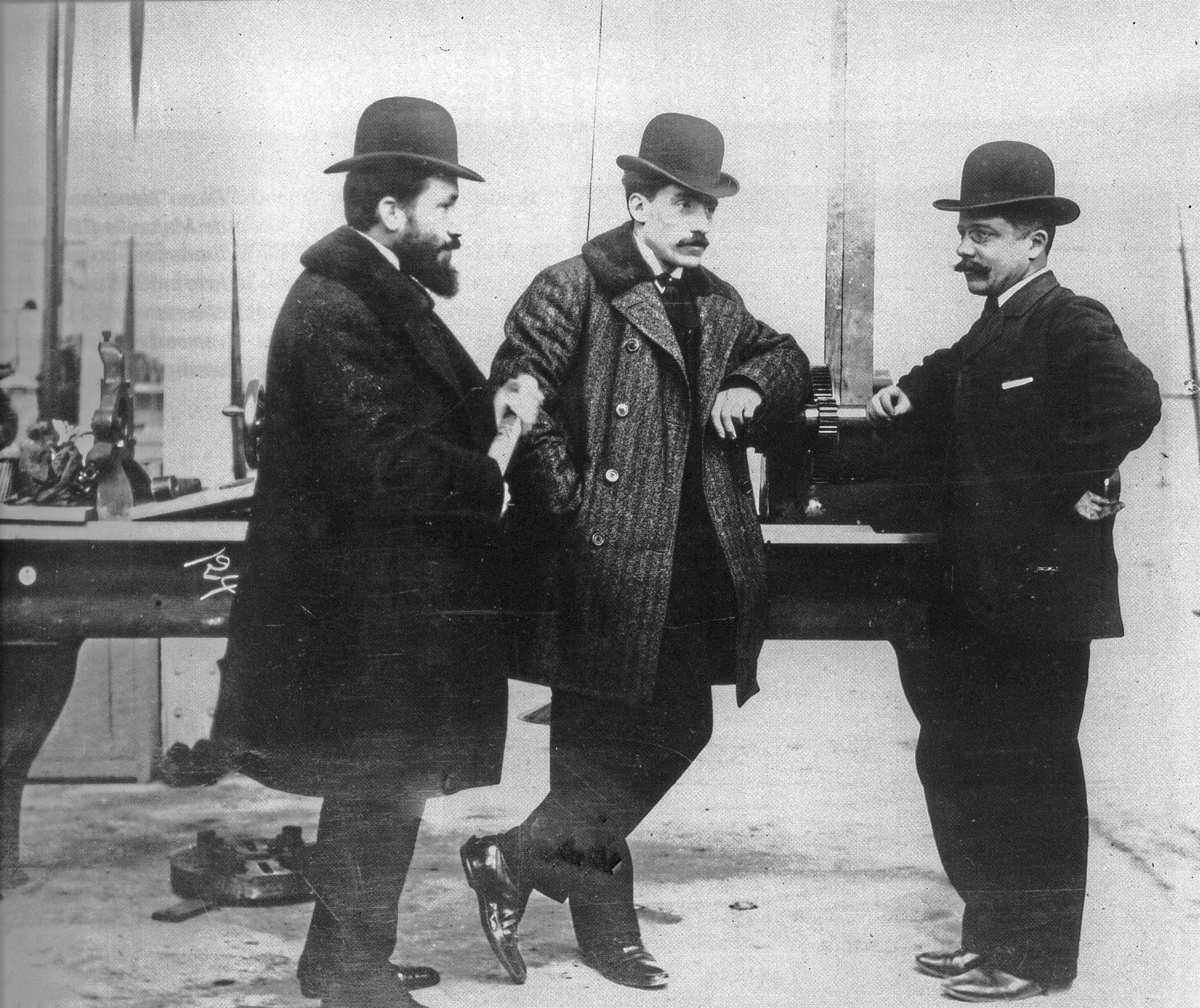
Les trois frères Renault : Marcel, Louis et Fernand.
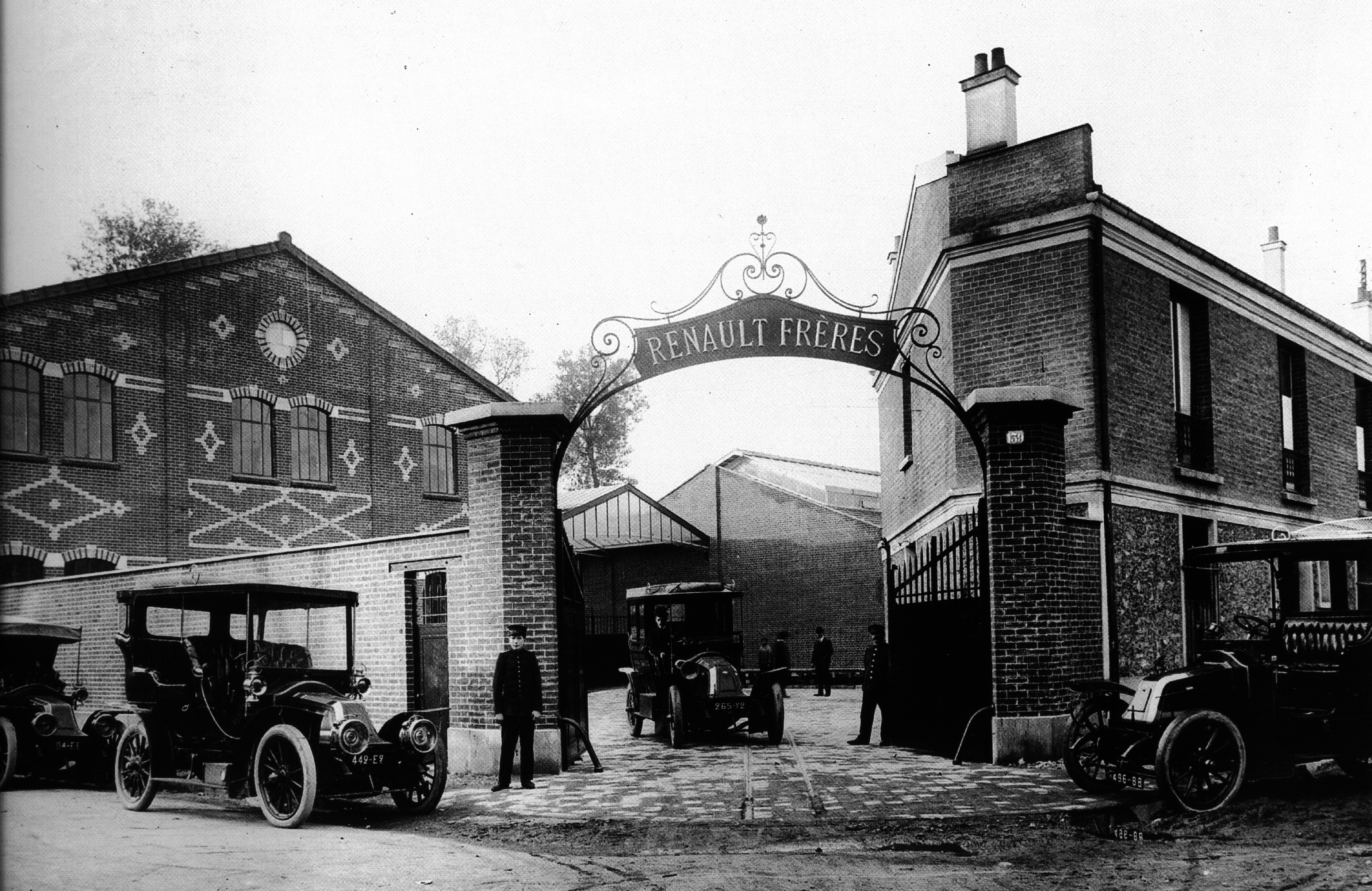
L'usine Renault Frères au début du XXe siècle.
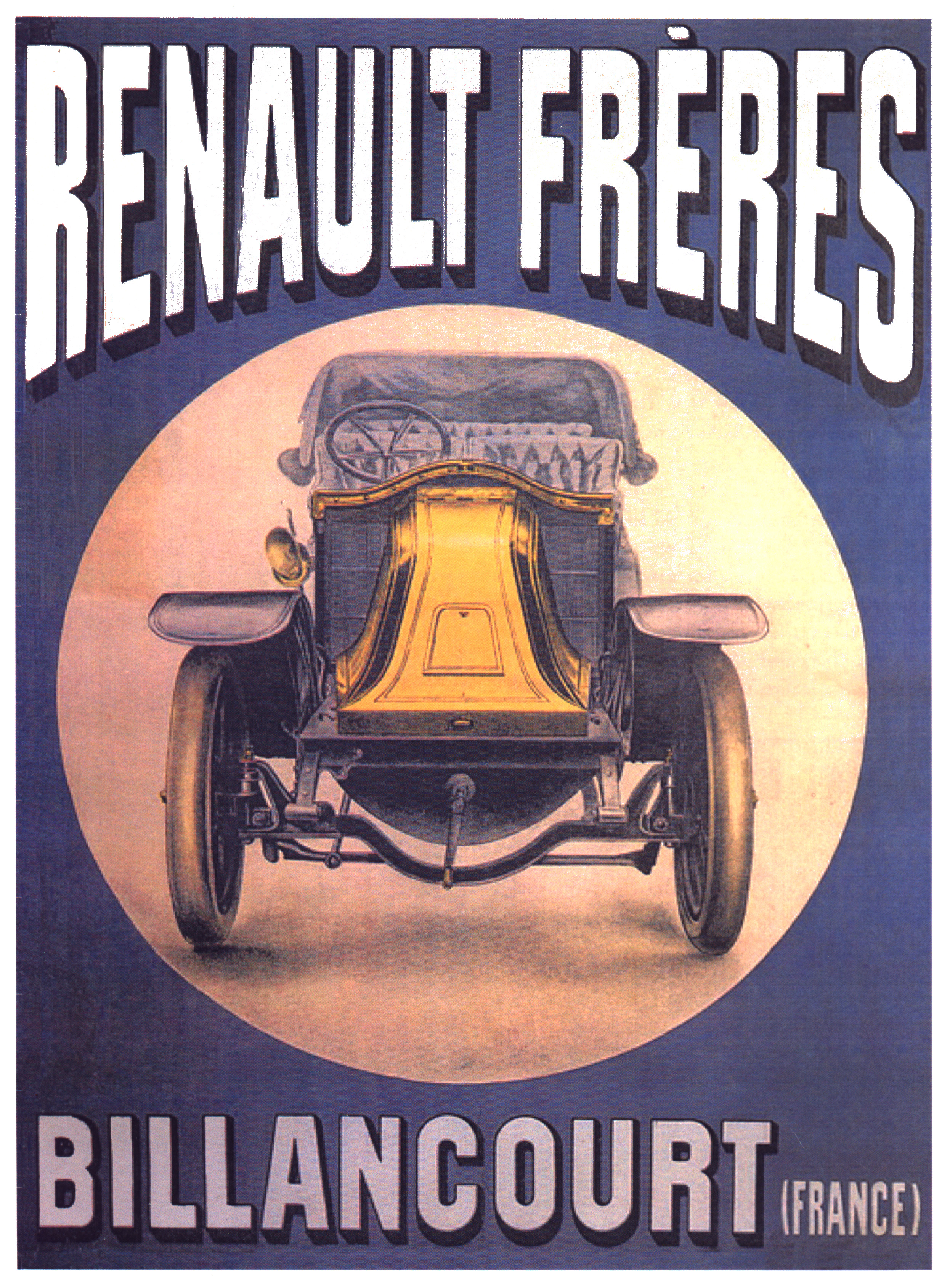
Publicité automobiles Renault Frères.

### Courses automobiles

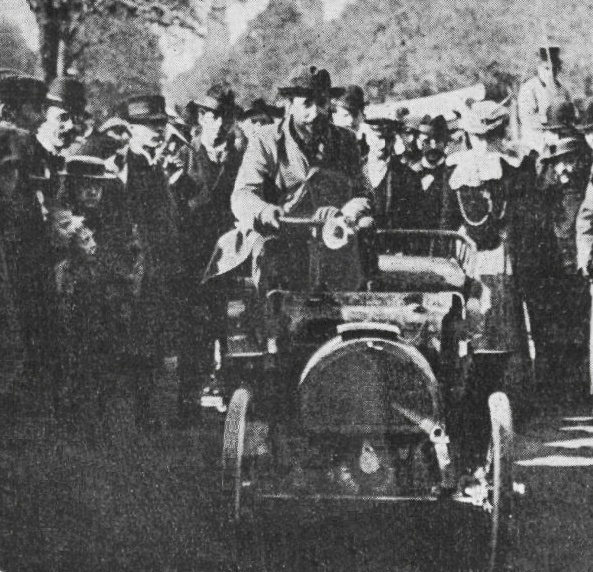
Marcel Renault, 3e de Paris-Rambouillet 1899, sur voiturette Renault.

En août 1899, Marcel s'aligne avec Louis au départ de la course Paris-Trouville et obtient sa première victoire voiturettes (dite Coupe des Chauffeurs Amateurs) d'une série de courses disputées de ville à ville,. Dans leur catégorie spécifique, les Renault n’ont désormais pas de rival. Les frères Renault gagnent dans la foulée Paris-Ostende (Louis, 9e au général en 1899), Paris-Rambouillet, Paris-Toulouse-Paris (Louis, 10e au général en 1900 *), le second Circuit du Sud-Ouest -ou Grand Prix de Pau- (Louis, 5e au général en 1901), Paris-Bordeaux (Louis, 12e au général, et Marcel, 13e), Paris-Berlin (Louis, 8e au général), ainsi que la première étape du Paris-Arras-Paris (par Louis, en 1902 au général, et Marcel, classé 3e). Leurs succès répétés en courses font la célébrité et le succès de la marque, et des commandes sont même passées à cette époque pour 3 000 francs-or. Marcel -et son mécanicien embarqué René Vauthier- gagnent même, au classement général cette fois, la course Paris-Vienne, en 1902 (Louis 28e).
Marcel et Louis participent à la course Paris-Toulouse-Paris 1900 (de 1 448 km) durant l'année des Jeux olympiques d'été de 1900. Renault domine ainsi la catégorie des voiturettes (- de 400 kg) dans le cadre des Sports de l'Exposition Universelle de 1900 non reconnus officiellement par le comité olympique, et impose de fait ce nouveau concept -1er toutes catégories confondues: Alfred Velghe-. Les deux frères Renault obtiennent alors une Médaille de vermeil Voiturettes et le prix de 4 000 francs allant de pair, ainsi qu'une plaquette d'or en Voiturettes de 250  à   400 kilogrammes.

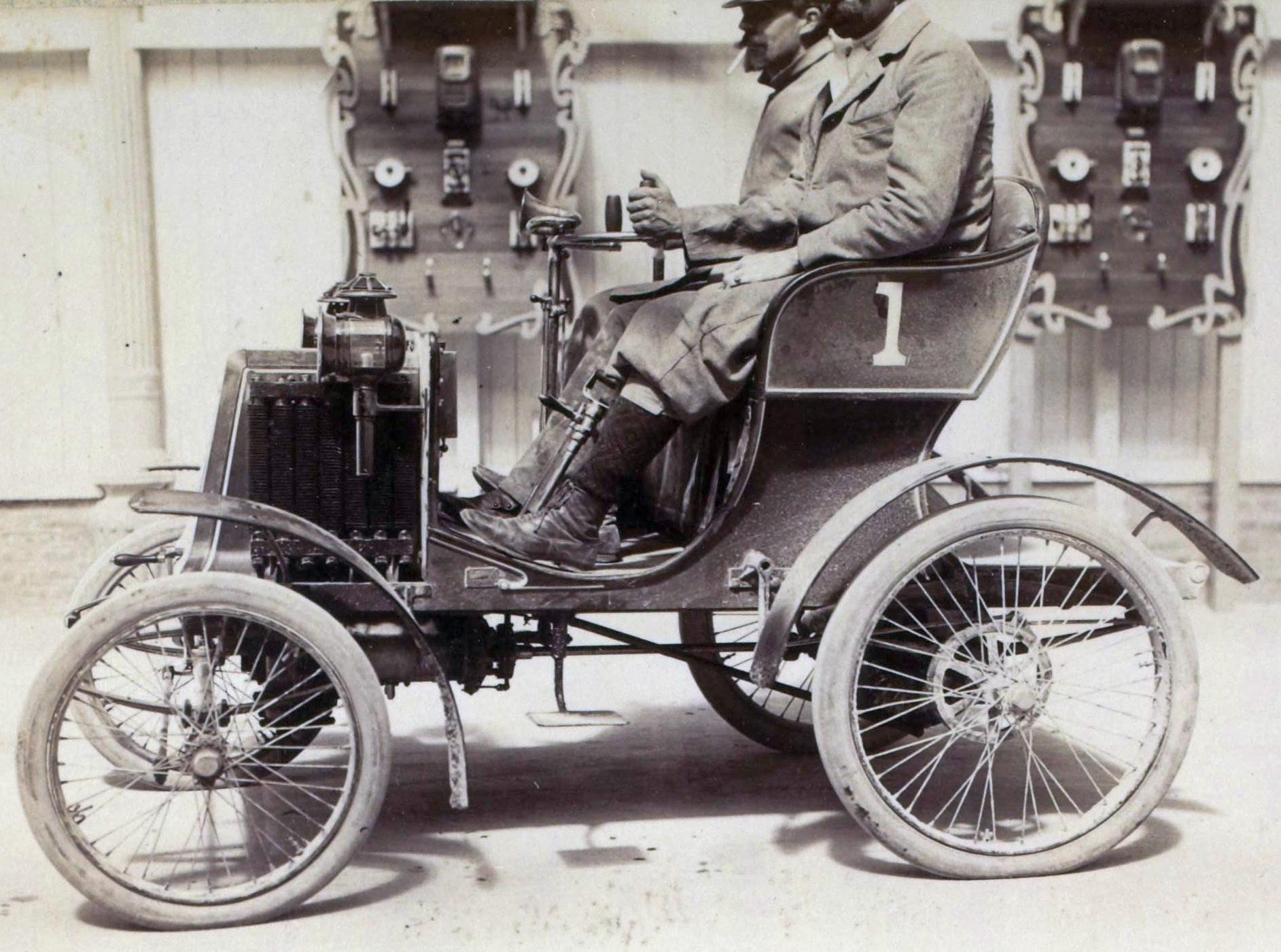
Renault, premier inscrit à la Coupe des Voiturettes du 11 mars 1900.
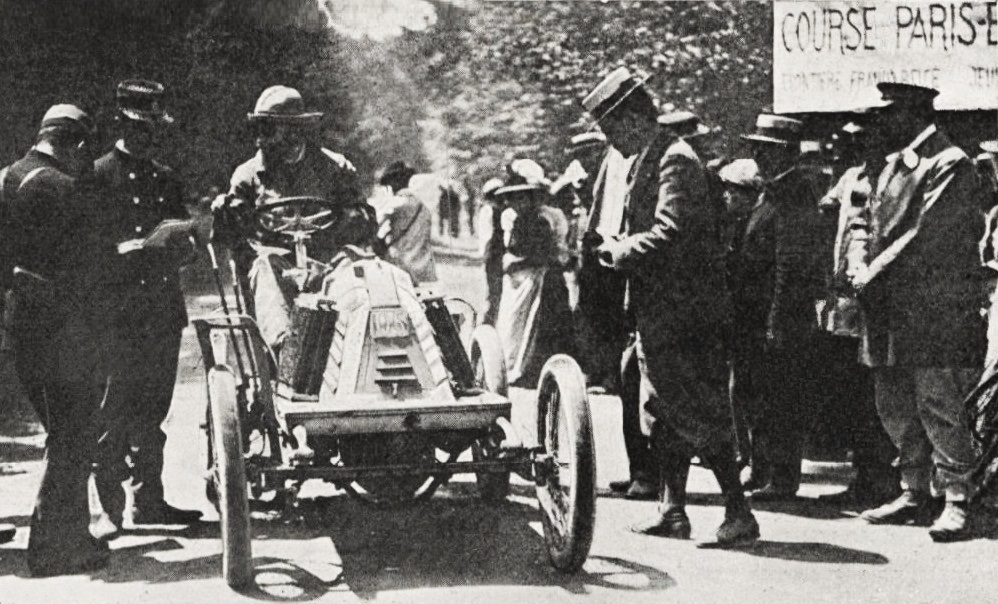
Marcel Renault lors du Paris-Berlin 1901 (frontière belge).
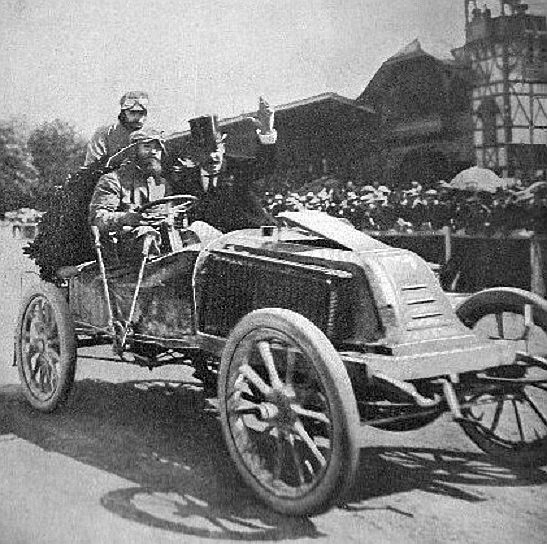
Marcel Renault vainqueur de Paris-Vienne 1902 sur Renault Type K.

### Accident et mort de Marcel Renault

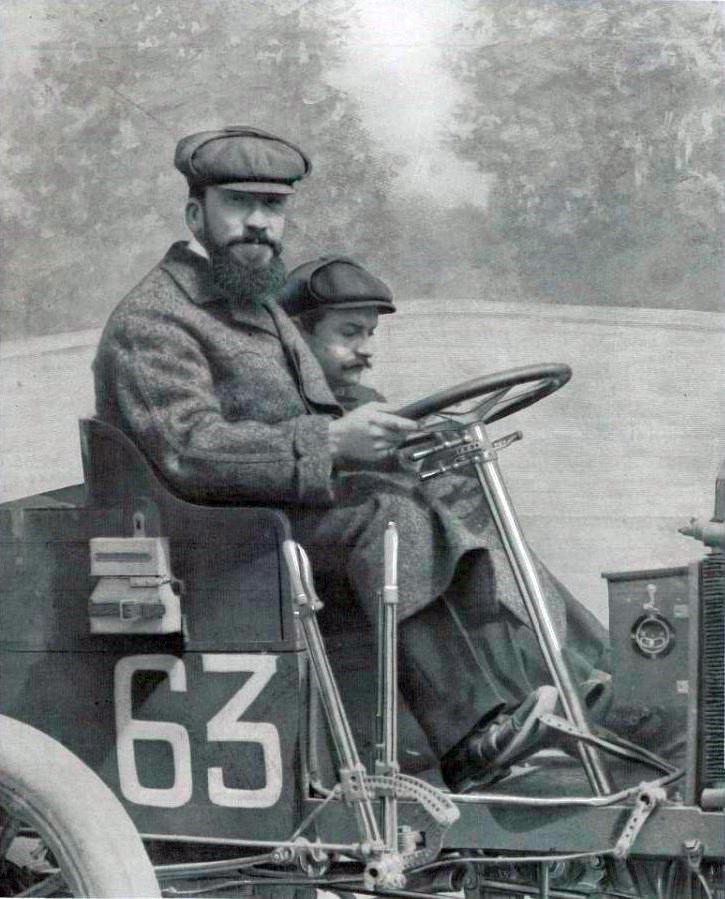
Course Paris-Madrid 1903. Marcel Renault avec son mécanicien René Vauthier.

Marcel Renault est victime d'un accident mortel le 24 mai 1903 à Payré, près de Poitiers, lors de l'unique édition de la course Paris-Madrid. Alors qu'il double un autre concurrent avec son mécanicien habituel Vauthier, il est aveuglé par un nuage de poussière qui l'empêche de voir à temps un virage qu'il ne peut négocier. Leur voiture, une Renault 40 ch portant le numéro 63, sort de la route à plus de 100 km/h : précipitée dans la saillie d'un fossé, elle effectue un violent tête-à-queue au cours duquel Marcel Renault et Vauthier sont éjectés à plusieurs mètres. Grièvement blessé, le mécanicien s'en sort avec plusieurs fractures, mais Marcel Renault, touché à la moelle épinière et plongé dans le coma, meurt 48 heures plus tard sans avoir repris connaissance, dans la ferme où des spectateurs l'avaient transporté. Louis termine deuxième de cette course qui n'ira pas à son terme, étant stoppée à Bordeaux. Les courses sur route sont alors un temps interdites en France et bannies de façon ouverte de ville en ville. Louis ne recourra plus, et Ferenc Szisz essentiellement prendra le relais avec le modèle AK à partir de 1905.

Course Paris-Madrid 1903
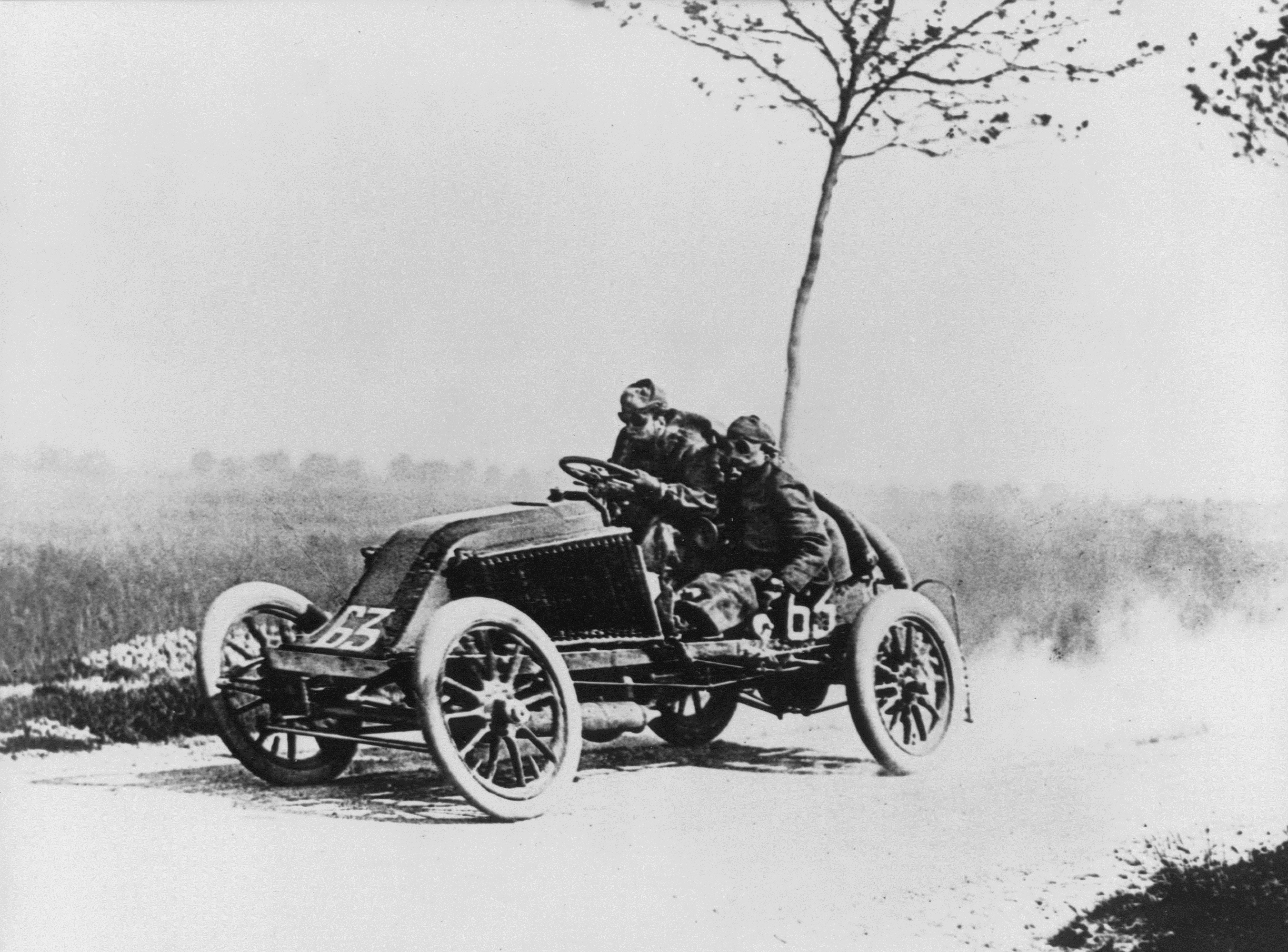
La voiture de Marcel Renault à pleine allure quelques kilomètres avant l'accident.
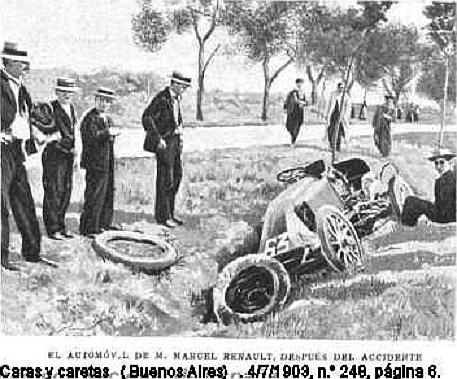
24 mai 1903 à Couhé-Vérac, près de Poitiers, la voiture de Marcel Renault après l'accident qui lui sera fatal.
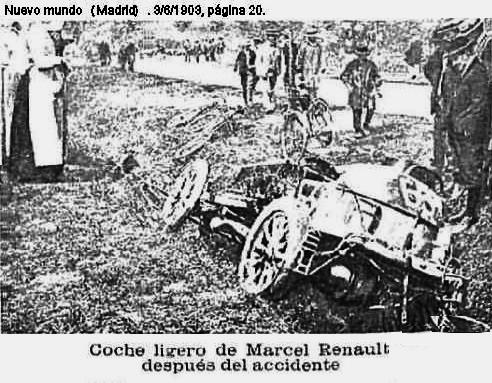
24 mai 1903 à Couhé-Vérac, près de Poitiers, la voiture de Marcel Renault après l'accident.

Un modeste monument en forme d'obélisque a été érigé quelque temps après sur les lieux de l'accident tragique de Marcel Renault (46° 20′ 57″ N, 0° 11′ 07″ E
). Rendu inaccessible par un réaménagement des lieux, il est déplacé en avril 2019 sur la place principale du village des Minières, à 2,5 km au nord-est (46° 21′ 59″ N, 0° 12′ 09″ E
),.
Il est inhumé à Paris au cimetière de Passy (3e division).

## Remarque
- Marcel Renault eut un homonyme également pilote automobile après-guerre, qui participa deux fois aux 24 Heures du Mans et au Tour de France automobile, finissant cinquième du Grand Prix de Belgique des voitures de sport en 1946[8],[9].